# 御楯組
御楯組（みたてぐみ）は、江戸時代末期（幕末期）に結成された尊王攘夷結社。1862年結成。

## 概要
1862年、長州藩の高杉晋作は、「薩藩はすでに生麦に於いて夷人を斬殺して攘夷の実を挙げたのに、我が藩はなお、公武合体を説いている。何とか攘夷の実を挙げねばならぬ。藩政府でこれを断行できぬならば……」と論じていた。
折りしも、外国公使がしばしば武蔵国金澤（金沢八景）で遊ぶからそこで刺殺しようと同志らと相談した。しかし、同藩士の久坂玄瑞が土佐藩の武市半平太に話したことから、無謀であるとして土佐藩主・山内容堂を通して藩主・毛利定広に伝わり実行に到らず、櫻田邸内に謹慎を命ぜられる。謹慎中の同志は御楯組結成の血盟書を作った。
1863年1月31日、高杉・志道聞多・伊藤俊輔ら御楯組の12名は品川御殿山で建設中の英国公使館の焼討ちを決行。犯人は発覚しなかった（英国公使館焼き討ち事件）。

## 署名者一覧
- 高杉晋作
- 久坂玄瑞
- 大和弥八郎
- 渡辺内蔵太
- 志道聞多
- 松島剛蔵
- 寺島忠三郎
- 有吉熊次郎
- 赤禰武人
- 山尾庸三
- 品川弥二郎